# Mohammad Chatami

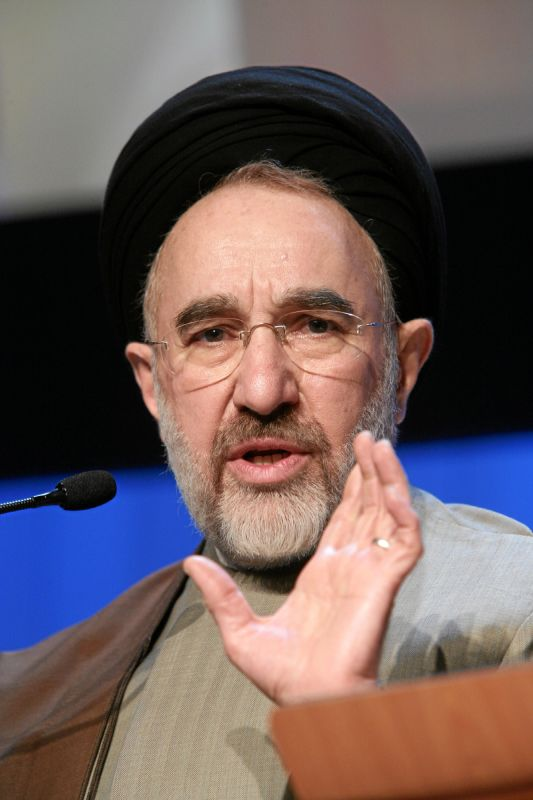
Mohammad Chatami, 2007 in Davos

Mohammad Chatami (persisch محمد خاتمی Mohammad-e Chātami, DMG Moḥammad-e Ḫātamī, [mohæˈmmːæd xɑtæˈmiː], nach der englischen Transkription häufig auch Mohammed Khatami; * 14. Oktober 1943 in Ardakan) war der fünfte Staatspräsident der Islamischen Republik Iran. Er wurde am 23. Mai 1997 gewählt und 2001 für eine zweite Amtszeit wiedergewählt, die im August 2005 endete. Sein Nachfolger wurde Mahmud Ahmadineschad.

## Leben
Chatami studierte Theologie in Ghom und Philosophie in Isfahan und führt den Rang eines Hodschatoleslam val-moslemin („Beweis des Islam und der Muslime“). Ab 1978 war er Direktor des Islamischen Zentrums Hamburg. Nach seiner Rückkehr nach Iran wurde er 1980 Abgeordneter des Madschles sowie 1981 Minister für islamische Kultur und erwarb sich den Ruf eines gemäßigt islamischen Intellektuellen. Wegen Differenzen mit Radikalen trat er 1992 von seinem Amt zurück und wurde Direktor der Nationalbibliothek in Teheran. Sein Nachfolger als Minister wurde Ali Laridschani.

## Innenpolitik

### Erste und zweite Amtszeit
Seinen überraschend eindeutigen Sieg bei den Präsidentschaftswahlen 1997 mit einem Stimmenanteil von 70 % verdankte Chatami zu einem großen Teil den weiblichen und jungen Wählern, da er vor der Wahl versprochen hatte, deren Rechte deutlich zu stärken. Er war Kandidat der zweitstärksten Partei Diener des Wiederaufbaus und schlug überraschend den Favoriten Ali Akbar Nateq Nuri, einen radikalen Mullah. Am 3. August übernahm er das Amt von Ali Akbar Hāschemi Rafsandschāni, der nach zwei Amtszeiten nicht mehr hatte kandidieren dürfen. Chatami stieß mit seinen Reformbestrebungen auf großen Widerstand der Religiöskonservativen und enttäuschte manche seiner Wähler. Dennoch wurde er bei den Präsidentenwahlen 2001 mit der deutlichen Mehrheit von 78,3 % wiedergewählt; sein direkter Gegner, Ahmad Tavakkoli, kam auf 15,9 %.

### Politische Vorstellungen
Chatami gilt als erster Reformer im Amt des Staatspräsidenten, da er seine Wahlkampagne auf Rechtsstaatlichkeit, Demokratie und Gleichberechtigung aufbaute. Diese Grundsätze führten zu Konflikten mit den islamistischen Kräften der iranischen Staatsführung. In einem Gesetzesvorschlag zur Begrenzung der Macht des Wächterrates berief er sich auf Artikel 113 der Verfassung der Islamischen Republik, in dem es heißt, der Staatspräsident sei nach dem Revolutionsführer der ranghöchste Vertreter des Staates und habe neben der Führung der Exekutive die Aufgabe, die Einhaltung der Verfassung zu kontrollieren. Der Wächterrat legte gegen diesen Gesetzesvorschlag jedoch Veto ein.

### Erneute Kandidatur
Am 8. Februar 2009 erklärte Chatami seine erneute Kandidatur zur Wahl des iranischen Staatspräsidenten im Juni des Jahres. Durch das Ansinnen seiner Anhänger aus dem Reformlager gedrängt, soll er geantwortet haben: „Man kann doch schlecht Nein sagen, wenn alle ein Ja wollen.“ Am 16. März 2009 gab er bekannt, dass er doch nicht als Kandidat antreten werde, dafür den gemäßigten Kandidaten Mir Hossein Mussawi unterstützen wolle, um eine „Spaltung der Wählerschaft zu vermeiden“.
Iranische Sicherheitskräfte vereitelten am 31. Mai einen Bombenanschlag auf eine iranische Passagiermaschine. Eine Viertelstunde nach dem Start der mit 131 Passagieren besetzten Maschine entdeckten Flugsicherheitsbegleiter einen selbstgebauten Sprengsatz in einer der Flugzeugtoiletten. Unter den Passagieren sollte sich ursprünglich Chatami befinden. Dieser nahm jedoch aus unbekannten Gründen einen früheren Flug.

## Außenpolitik

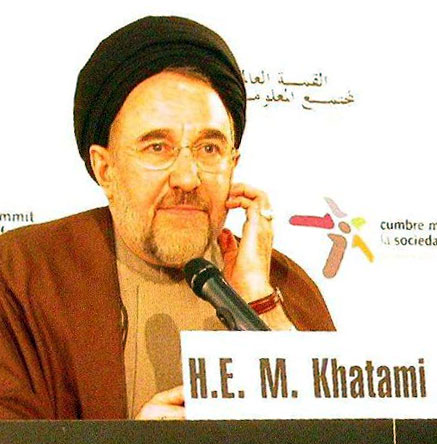
2003 in Genf während der Pressekonferenz zum WSIS

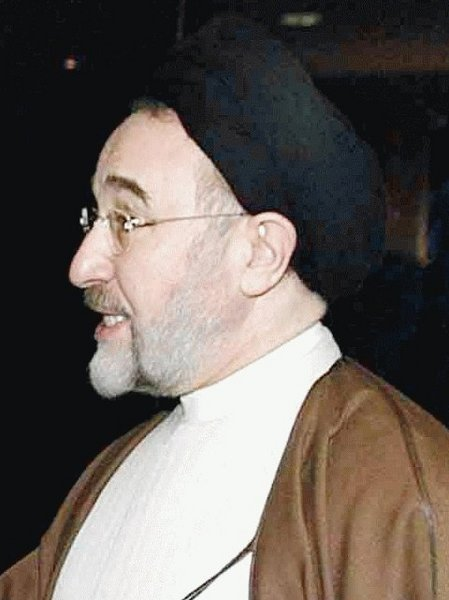
Chatami am 27. Februar 2004 in Caracas

In einem Interview mit der CNN-Reporterin Christiane Amanpour im Januar 1998 lobte Chatami die amerikanische Zivilisation und zollte dem großen amerikanischen Volk seinen Respekt. Für diese Äußerung wurde er später von der Zeitschrift Dschomhuri-ye Eslami mit den Worten kritisiert: „Der Präsident hat alles gesagt, bis auf das, was er hätte sagen sollen.“
Bei einem Besuch in Weimar warb er am 12. Juli 2000 in einer Rede für einen Dialog zwischen Orient und Okzident und „vor allen Dingen die Suche nach mitfühlendem und vertrauensvollem Kontakt“. Auf seine Initiative hin riefen die Vereinten Nationen in der Generalversammlung vom 4. November 1998 das Jahr 2001 zum Internationalen Jahr des Dialoges der Kulturen aus.
Im Mai 2003 versuchte Chatami, anscheinend in Absprache mit Revolutionsführer Ali Chamenei, die stockenden Verhandlungen im Atomstreit aufzubrechen. Das als „Schweizer Memo“ bekannte Fax des Schweizer Botschafters Tim Guldimann – die Schweiz übernimmt seit dem Abbruch der diplomatischen Beziehungen zwischen Iran und den Vereinigten Staaten „gute Dienste“ – habe der US-Außenminister Colin Powell „im Weißen Haus nicht verkaufen“ können.
Während der Trauerfeierlichkeiten anlässlich des Todes von Johannes Paul II. am 8. April 2005 kam es zu einer Begegnung zwischen Chatami und dem damaligen israelischen Staatspräsidenten Mosche Katzav.
Im Zusammenhang mit den Unruhen in der islamischen Welt nach der Regensburger Rede von Papst Benedikt XVI. gehörte Chatami zu den moderaten Stimmen. Er sprach sich dafür aus, „die Rede erst einmal zu lesen, ehe man sie kritisiert“. Chatami wurde am 5. April 2007 von Benedikt XVI. unter ausdrücklicher Würdigung als „moderater Reformer“ in einer Privataudienz im Vatikan empfangen.
Im Unterschied zu manch anderen iranischen Politikern und Geistlichen bestätigt Chatami den Holocaust als „absolute, historische Tatsache“.

## Persönliches und Familie
Chatamis Vater, der Ajatollah Ruhollah Chatami, war ein hochrangiger Kleriker in Yazd. Mohammad Chatami ist seit 1974 mit Zohreh Sadeghi, der Tochter eines Religionsgelehrten und Nichte von Musa as-Sadr, verheiratet. Der Ehe entsprangen zwei Töchter und ein Sohn: Leila (geboren 1975, hat eine Professur in Mathematik), Narges (geboren 1982) und Emad (geboren 1988); zudem adoptierte die Familie den Sohn Mehdi.
Chatamis jüngerer Bruder, Mohammad-Reza Chatam, wurde als einer der Ersten für das Parlament der sechsten Wahlperiode gewählt, dabei erhielt er den Posten des stellvertretenden Madschles-Sprechers. Mohammad-Reza Chatami ist mit Zahra Eshraghi, der Enkelin Chomeinis, verheiratet, Führer einer reformistischen Partei und regimekritisch. Chatamis älterer Bruder, Ali Chatami, mit dem Diplomabschluss Wirtschaftsingenieurwesen ist Geschäftsmann. Chatamis ältere Schwester, Fatemeh Chatami, wurde 1999 in das Stadtparlament von Ardakan gewählt.
Neben Persisch spricht Chatami Arabisch, Englisch und Deutsch.